# 経済学批判
『経済学批判』（けいざいがくひはん）、独: Zur Kritik der Politischen Ökonomie、英: A Contribution to the Critique of Political Economy）は、1859年に出版されたカール・マルクスの経済学書である。6編プランから成る経済学批判体系の第1分冊に相当する著作である。フェルディナント・ラッサールの協力により、ドゥンカー書店から出版された。「序言」「第1章 商品」「第2章 貨幣または単純流通」から成る。
経済学が用いている経済的カテゴリーを批判することをつうじて、資本主義経済のシステムを批判することを目的としている。
この本の「序言」によると、資本主義経済のシステムを資本・土地所有・賃労働・国家・外国貿易・世界市場の順序で考察することになっていた。そのうち公刊されたのは、第1部「資本について」のうちの最初の2章、商品と商品流通（から生じる貨幣の諸機能）についてだけである。続きは上の計画をもとに分冊形式で出す予定だったが、1867年に『資本論』（副題に「経済学批判」）の形で出ることになった。『資本論』では最初の章に『経済学批判』の内容が要約され、また叙述が改善されているとマルクスは言っている。
「序言」では唯物史観の簡単な定式が述べられている。
邦訳では補録として、『経済学批判要綱』から転載された「経済学批判への序説」が収められている。
なお『経済学批判』の序言“Vorwort”と、『経済学批判要綱』の序説“Einleitung”は別物である。

## 構成
- 序言（Vorwort：全体構想とこれまでの経緯、史的唯物論/土台と上部構造）
- 第1部 資本について
  - 第1篇 資本一般
    - 第1章 商品
      - (A 商品分析のための史的考察)

    - 第2章 貨幣または単純流通
      - 1 価値の尺度
      - (B 貨幣の度量単位についての諸学説)
      - 2 流通手段
        - a 商品の変態
        - b 貨幣の流通
        - c 鋳貨、価値表章

      - 3 貨幣
        - a 貨幣畜蔵
        - b 支払手段
        - c 世界貨幣

      - 4 貴金属
      - (C 流通手段と貨幣についての諸学説)

## 日本語訳
- 『経済学批判』武田隆夫・遠藤湘吉・大内力・加藤俊彦訳、岩波文庫、1956年
- 『経済学批判』杉本俊朗訳、大月書店/国民文庫、1966年